# لوکیانوفسکی
لوکیانوفسکی (انگلیسی: Lukyanovsky) یک شهرک در شهرستان زیانچورینسکی استان باشقیرستان کشور روسیه است.